# Christopher Anvil
Œuvres principales
La planète de Pandore
Christopher Anvil, pseudonyme de Harry C. Crosby, Jr. (11 mars 1925 à Norwich (Connecticut) - 30 novembre 2009 à Cayuta (New York)), est un écrivain américain de science-fiction.

## Biographie
Il a écrit dans Astounding Stories, If (magazine)… Christopher Anvil a inspiré les auteurs comme David Weber & Eric Frank Russell.

### Séries
- (en) Federation of Humanity, 1958
- La planète de Pandore, OPTA, Galaxie-bis no 43 & Galaxie Bis no 8, 1968, 1975 ((en) Pandora's planet, 1966)sortie dans "If Worlds of SF"

### Romans
- (en) The Day the Machines Stopped, 1964
- (en) The Steel, the Mist, and the Blazing Sun, 1980

### Nouvelles
- L'espion au manteau bleu céleste, OPTA, Galaxie-bis no 42, 1967 ((en) Advance agent, 1957)
- Un autre nom pour la rose, Psychologie & Science-Fiction, Orbite hallucination, Éditions Londreys, 1985 ((en) A rose by other name..., 1960)
- Partenaire mental, Histoires d'immortels, Livre de Poche, La Grande Anthologie/ Opta, Revue Galaxie no 12, 1983 ((en) Mind partner, 1960)Titrée également Partenaire mental
- Ceux d'Arcturus, OPTA, Galaxie-bis no 38, 1967 ((en) We from Arcturus, 1964)
- Ceux d'Arcturus, OPTA, Galaxie-bis no 178, 1968 ((en) Sabotage, 1966)
- L'affaire Bongolienne, OPTA, Galaxie-bis no 7, 1967 ((en) The new member, 1967)
- La guerre moderne, OPTA, Galaxie-bis no 4, 1967 ((en) The trojan bombardment, 1967)

Anthologies
- (en) Interstellar Patrol II: The Federation of Humanity, 2005illustration couverture Jeff Easley, éditeur Eric Flint
- (en) The Trouble with Aliens, 2006illustration couverture Bob Eggleton, éditeur Eric Flint
- (en) The Trouble with Humans, 2007illustration couverture Bob Eggleton, éditeur Eric Flint
- (en) War Games, 2008illustration couverture Alan Pollack (en), éditeur Eric Flint
- (en) Rx for Chaos, 2009illustration couverture Clyde Caldwell, éditeur Eric Flint